# Großer Preis von Monaco 2022
Der Große Preis von Monaco 2022 (offiziell Formula 1 Grand Prix De Monaco 2022) fand am 29. Mai auf dem Circuit de Monaco in Monte Carlo statt und war das siebte Rennen der Formel-1-Weltmeisterschaft 2022.

## Bericht

### Hintergründe
Nach dem Großen Preis von Spanien führte Max Verstappen in der Fahrerwertung mit sechs Punkten vor Charles Leclerc und mit 25 Punkten vor Sergio Pérez. In der Konstrukteurswertung führte Red Bull mit 26 Punkten vor Ferrari und mit 75 Punkten vor Mercedes. 
Yuki Tsunoda, Lance Stroll, Verstappen (jeweils sieben), Nicholas Latifi (sechs), Pérez, Lando Norris, Valtteri Bottas, Fernando Alonso (jeweils fünf), Pierre Gasly (vier), Esteban Ocon, Alexander Albon (jeweils drei), Lewis Hamilton, Kevin Magnussen, Daniel Ricciardo (jeweils zwei), Sebastian Vettel, Zhou Guanyu und George Russell (jeweils einer) gingen mit Strafpunkten ins Wochenende. Dazu gingen Tsunoda (drei), Carlos Sainz jr. (zwei), Albon, Ocon, Ricciardo, Stroll und Alonso (jeweils eine) mit Verwarnungen ins Wochenende.
Mit Hamilton (dreimal), Alonso, Vettel (jeweils zweimal), Ricciardo und Verstappen (jeweils einmal) traten fünf ehemalige Sieger zu diesem Grand Prix an.
Als Rennkommissare für dieses Rennwochenende fungierten Garry Connelly (AUS), Andrew Mallalieu (BRB), Derek Warwick (GBR) und Jean-François Calmes (MCO).
Anders als bisher üblich fanden die ersten beiden Trainingseinheiten nicht am Donnerstag, sondern erst am Freitag statt. Die bisherige Vorgehensweise war seit 1950 fester Bestandteil des Grand Prix-Wochenendes.

### Training
Leclerc fuhr im ersten freien Training in 1:14,531 Minuten die Bestzeit vor Pérez und Sainz jr.
In 1:12,656 Minuten erzielte Leclerc im zweiten freien Training die Bestzeit vor Sainz jr. und Pérez.
Pérez fuhr mit einer Rundenzeit von 1:12,476 Minuten im dritten freien Training die Bestzeit vor Leclerc und Sainz jr.

### Qualifying
Das Qualifying bestand aus drei Teilen mit einer Nettolaufzeit von 45 Minuten. Im ersten Qualifying-Segment (Q1) hatten die Fahrer 18 Minuten Zeit, um sich für das Rennen zu qualifizieren. Alle Fahrer, die im ersten Abschnitt eine Zeit erzielten, die maximal 107 Prozent der schnellsten Rundenzeit betrug, qualifizierten sich für den Grand Prix. Die besten 15 Fahrer erreichten den nächsten Teil. Leclerc war Schnellster. Die beiden Williams-Piloten, sowie Gasly, Stroll und Zhou schieden aus.
Der zweite Abschnitt (Q2) dauerte 15 Minuten. Die schnellsten zehn Piloten qualifizierten sich für den dritten Teil des Qualifyings. Leclerc war Schnellster, die beiden Haas-Piloten, sowie Tsunoda, Bottas und Ricciardo schieden aus.
Der letzte Abschnitt (Q3) ging über eine Zeit von zwölf Minuten, in denen die ersten zehn Startpositionen vergeben wurden. Leclerc fuhr mit einer Rundenzeit von 1:11,376 Minuten die Bestzeit vor Sainz jr. und Pérez.

### Rennen
Der Rennstart wurde zunächst auf 15:09 Uhr verschoben, da starke Regenfälle auf der Rennstrecke zu erkennen waren. Die Verzögerung sollte den Teams Zeit geben, vor dem Start auf Regenreifen umzusteigen. Um 15:16 Uhr wurden zwei Einführungsrunden gefahren, bevor die Entscheidung getroffen wurde, den Startvorgang aufgrund des starken Regens auszusetzen, und alle Autos wurden in die Boxengasse geleitet. In der Zeit zwischen 15:16 und 16:05 Uhr kam es zu einer weiteren Verzögerung durch einen Stromausfall in den Startsignalanlagen, einschließlich des Startportals und der Signallichttafeln. Selbst nach der Reparatur ließ dieser Fehler Zweifel an der Fähigkeit aufkommen, überhaupt einen stehenden Start durchzuführen, und für den Rest der Rennsitzung wurden rollende Starts durchgeführt. Die beiden Einführungsrunden reduzierten die geplante Distanz des Rennens um eine Runde auf 77.
Alle Fahrer waren auf Regenreifen unterwegs und ein rollender Start war geplant. Nach dem Start ging Latifi in der Haarnadelkurve zu weit und Stroll prallte in die Leitplanken, noch hinter dem Safety-Car; beide gingen in die Boxengasse, um ihre Autos zu reparieren. Beim rollenden Start in Runde 3 führte Polesetter Charles Leclerc das Rennen vor Sainz jr., Pérez, Verstappen und Norris an. Der Regen hatte aufgehört und Gasly entschied sich in Runde 4 für Intermediate-Reifen, gefolgt von anderen Fahrern am Ende der Startaufstellung. Er überholte Zhou und Ricciardo in Runde 12 bzw. 15. In Runde 14 hatte Leclerc einen Vorsprung von 4,7 Sekunden auf Sainz jr. aufgebaut, der 2,6 Sekunden vor Pérez lag, und auf Verstappen, der einige Sekunden dahinter lag.
In Runde 17 kam Pérez wegen Intermediate-Reifen an die Box, gefolgt von Verstappen und Leclerc in Runde 19. Damit lag Sainz jr. an der Spitze, der einzige Fahrer unter den ersten vier, der noch Regenreifen hatte. Weiter hinten im Feld kollidierten Ocon und Hamilton in Runde 18 ohne Schaden, und Ocon erhielt für die Berührung eine Zeitstrafe von fünf Sekunden. In Runde 20 versuchte Hamilton, Ocon zu überholen, aber es gelang ihm nicht. In Runde 21 wurde der Führende Sainz jr. angewiesen, an die Box zu gehen und direkt von Regenreifen auf Slickreifen zu wechseln. Leclerc, sein Teamkollege hinter ihm auf dem dritten Platz, wurde zunächst per Teamfunk angewiesen, an die Box zu gehen, und dann nicht, nachdem er sich bereits für die Boxengasse entschieden hatte. Beide Ferrari-Autos fuhren an die Box, wobei Sainz jr. und Leclerc auf die Hards wechselten. Da Leclerc unmittelbar nach Sainz jr. an die Box ging (was zu einer Verzögerung seiner Wartung führte) und die Autos von Albon und Latifi in ihrer ersten Runde überrundet wurden, fiel Leclerc auf den vierten Platz hinter Verstappen zurück, während Sainz jr. wieder auf die Strecke kam auf dem zweiten Platz, hinter Pérez und vor Verstappen, wobei Red Bulls Overcut erfolgreich war.
In Runde 26 verlor Mick Schumacher im Schwimmbadbereich die Kontrolle über sein Auto und prallte gegen die Leitplanken. Obwohl das Auto das Heck verlor und in zwei Hälften zerbrach, überstand Schumacher den Unfall unverletzt. Dies führte zu einem virtuellen Safety-Car, dann zu einem vollständigen Safety-Car, bevor das Rennen mit einer roten Flagge unterbrochen wurde, da die Barrieren repariert werden mussten. Bei roten Flaggen ist es den Teams gestattet, die Reifen nach eigenem Ermessen zu wechseln. Beide Ferrari-Autos behielten die harten Reifen, auf denen sie gefahren waren, während die Red Bull-Autos auf neue Medium-Reifen umstiegen.
Das Rennen wurde um 17:15 Uhr unter dem Safety-Car mit einem zweiten rollenden Start fortgesetzt. Beim Neustart führte Pérez Sainz jr. vor Verstappen, Leclerc, Russell, Norris und Alonso an, der trotz eines um mehrere Sekunden langsameren Tempos seine Position auf der Strecke halten konnte. In Runde 51 ging Norris an die Box, um sich mittlere Reifen zu holen, während Zhou versuchte, Tsunoda am Ausgang des Tunnels zu überholen, aber fast die Kontrolle über das Auto verlor. In den letzten Runden litt Pérez unter Körnung der Reifen, konnte aber die Führung behalten und das Rennen gewinnen, vor Sainz jr., Verstappen, Leclerc und Russell, die die Top Fünf komplettierten. Norris, Alonso, Hamilton, Valtteri Bottas und Vettel komplettierten die Top Ten, während Ocon auf den 12. Platz zurückfiel. Aufgrund der zahlreichen Verzögerungen wurde das Zeitlimit von drei Stunden (einschließlich Unterbrechungen) für das Rennen erreicht und nur 64 Runden gefahren.
In der Fahrer- und der Konstrukteurswertung blieben die ersten drei Positionen unverändert.

## Meldeliste
| Team                                  | Nr. | Fahrer           | Chassis                           | Motor                             | Reifen |
| ------------------------------------- | --- | ---------------- | --------------------------------- | --------------------------------- | ------ |
| Oracle Red Bull Racing                | 01  | Max Verstappen   | Red Bull Racing RB18              | Red Bull RBPTH001                 | P      |
| Oracle Red Bull Racing                | 11  | Sergio Pérez     | Red Bull Racing RB18              | Red Bull RBPTH001                 | P      |
| Mercedes-AMG Petronas F1 Team         | 63  | George Russell   | Mercedes-AMG F1 W13 E Performance | Mercedes-AMG F1 M13 E Performance | P      |
| Mercedes-AMG Petronas F1 Team         | 44  | Lewis Hamilton   | Mercedes-AMG F1 W13 E Performance | Mercedes-AMG F1 M13 E Performance | P      |
| Scuderia Ferrari                      | 16  | Charles Leclerc  | Ferrari F1-75                     | Ferrari 066/7                     | P      |
| Scuderia Ferrari                      | 55  | Carlos Sainz jr. | Ferrari F1-75                     | Ferrari 066/7                     | P      |
| McLaren F1 Team                       | 03  | Daniel Ricciardo | McLaren MCL36                     | Mercedes-AMG F1 M13 E Performance | P      |
| McLaren F1 Team                       | 04  | Lando Norris     | McLaren MCL36                     | Mercedes-AMG F1 M13 E Performance | P      |
| BWT Alpine F1 Team                    | 14  | Fernando Alonso  | Alpine A522                       | Renault E-Tech RE22               | P      |
| BWT Alpine F1 Team                    | 31  | Esteban Ocon     | Alpine A522                       | Renault E-Tech RE22               | P      |
| Scuderia AlphaTauri                   | 10  | Pierre Gasly     | AlphaTauri AT03                   | Red Bull RBPTH001                 | P      |
| Scuderia AlphaTauri                   | 22  | Yuki Tsunoda     | AlphaTauri AT03                   | Red Bull RBPTH001                 | P      |
| Aston Martin Aramco Cognizant F1 Team | 18  | Lance Stroll     | Aston Martin AMR22                | Mercedes-AMG F1 M13 E Performance | P      |
| Aston Martin Aramco Cognizant F1 Team | 05  | Sebastian Vettel | Aston Martin AMR22                | Mercedes-AMG F1 M13 E Performance | P      |
| Williams Racing                       | 23  | Alexander Albon  | Williams FW44                     | Mercedes-AMG F1 M13 E Performance | P      |
| Williams Racing                       | 06  | Nicholas Latifi  | Williams FW44                     | Mercedes-AMG F1 M13 E Performance | P      |
| Alfa Romeo F1 Team ORLEN              | 77  | Valtteri Bottas  | Alfa Romeo C42                    | Ferrari 066/7                     | P      |
| Alfa Romeo F1 Team ORLEN              | 24  | Zhou Guanyu      | Alfa Romeo C42                    | Ferrari 066/7                     | P      |
| Haas F1 Team                          | 20  | Kevin Magnussen  | Haas VF-22                        | Ferrari 066/7                     | P      |
| Haas F1 Team                          | 47  | Mick Schumacher  | Haas VF-22                        | Ferrari 066/7                     | P      |

## Klassifikationen

### Qualifying
| Pos.                                                                      | Fahrer           | Konstrukteur                 | Q1       | Q2       | Q3       | Start |
| ------------------------------------------------------------------------- | ---------------- | ---------------------------- | -------- | -------- | -------- | ----- |
| 01                                                                        | Charles Leclerc  | Ferrari                      | 1:12,569 | 1:11,864 | 1:11,376 | 01    |
| 02                                                                        | Carlos Sainz jr. | Ferrari                      | 1:12,616 | 1:12,074 | 1:11,601 | 02    |
| 03                                                                        | Sergio Pérez     | Red Bull Racing-RBPT         | 1:13,004 | 1:11,954 | 1:11,629 | 03    |
| 04                                                                        | Max Verstappen   | Red Bull Racing-RBPT         | 1:12,993 | 1:12,117 | 1:11,666 | 04    |
| 05                                                                        | Lando Norris     | McLaren-Mercedes             | 1:12,927 | 1:12,266 | 1:11,849 | 05    |
| 06                                                                        | George Russell   | Mercedes                     | 1:12,787 | 1:12,617 | 1:12,112 | 06    |
| 07                                                                        | Fernando Alonso  | Alpine-Renault               | 1:13,394 | 1:12,688 | 1:12,247 | 07    |
| 08                                                                        | Lewis Hamilton   | Mercedes                     | 1:13,444 | 1:12,595 | 1:12,560 | 08    |
| 09                                                                        | Sebastian Vettel | Aston Martin Aramco-Mercedes | 1:13,313 | 1:12,613 | 1:12,732 | 09    |
| 10                                                                        | Esteban Ocon     | Alpine-Renault               | 1:12,848 | 1:12,528 | 1:13,047 | 10    |
| 11                                                                        | Yuki Tsunoda     | AlphaTauri-RBPT              | 1:13,110 | 1:12,797 | –        | 11    |
| 12                                                                        | Valtteri Bottas  | Alfa Romeo-Ferrari           | 1:13,541 | 1:12,909 | –        | 12    |
| 13                                                                        | Kevin Magnussen  | Haas-Ferrari                 | 1:13,069 | 1:12,921 | –        | 13    |
| 14                                                                        | Daniel Ricciardo | McLaren-Mercedes             | 1:13,338 | 1:12,946 | –        | 14    |
| 15                                                                        | Mick Schumacher  | Haas-Ferrari                 | 1:13,469 | 1:13,081 | –        | 15    |
| 16                                                                        | Alexander Albon  | Williams-Mercedes            | 1:13,611 | –        | –        | 16    |
| 17                                                                        | Pierre Gasly     | AlphaTauri-RBPT              | 1:13,660 | –        | –        | 17    |
| 18                                                                        | Lance Stroll     | Aston Martin Aramco-Mercedes | 1:13,678 | –        | –        | 18    |
| 19                                                                        | Nicholas Latifi  | Williams-Mercedes            | 1:14,403 | –        | –        | 19    |
| 20                                                                        | Zhou Guanyu      | Alfa Romeo-Ferrari           | 1:15,606 | –        | –        | 20    |
| 107-Prozent-Zeit: 1:17,648 min (bezogen auf Q1-Bestzeit von 1:12,569 min) |                  |                              |          |          |          |       |

### Rennen
| Pos. | Fahrer           | Konstrukteur                 | Runden | Stopps | Zeit        | Start | Schnellste Runde |
| ---- | ---------------- | ---------------------------- | ------ | ------ | ----------- | ----- | ---------------- |
| 01   | Sergio Pérez     | Red Bull Racing-RBPT         | 64     | 3      | 1:56:30,265 | 03    | 1:16,028 (46.)   |
| 02   | Carlos Sainz jr. | Ferrari                      | 64     | 2      | + 1,154     | 02    | 1:16,421 (47.)   |
| 03   | Max Verstappen   | Red Bull Racing-RBPT         | 64     | 3      | + 1,491     | 04    | 1:16,052 (47.)   |
| 04   | Charles Leclerc  | Ferrari                      | 64     | 3      | + 2,922     | 01    | 1:16,249 (46.)   |
| 05   | George Russell   | Mercedes                     | 64     | 2      | + 11,968    | 06    | 1:16,830 (42.)   |
| 06   | Lando Norris     | McLaren-Mercedes             | 64     | 3      | + 12,231    | 05    | 1:14,693 (55.)   |
| 07   | Fernando Alonso  | Alpine-Renault               | 64     | 2      | + 46,358    | 07    | 1:15,882 (50.)   |
| 08   | Lewis Hamilton   | Mercedes                     | 64     | 3      | + 50,388    | 08    | 1:17,203 (51.)   |
| 09   | Valtteri Bottas  | Alfa Romeo-Ferrari           | 64     | 2      | + 52,525    | 12    | 1:17,600 (57.)   |
| 10   | Sebastian Vettel | Aston Martin Aramco-Mercedes | 64     | 3      | + 53,536    | 09    | 1:17,558 (54.)   |
| 11   | Pierre Gasly     | AlphaTauri-RBPT              | 64     | 3      | + 54,289    | 17    | 1:17,344 (61.)   |
| 12   | Esteban Ocon     | Alpine-Renault               | 64     | 2      | + 55,644    | 10    | 1:17,571 (50.)   |
| 13   | Daniel Ricciardo | McLaren-Mercedes             | 64     | 2      | + 57,635    | 14    | 1:17,532 (59.)   |
| 14   | Lance Stroll     | Aston Martin Aramco-Mercedes | 64     | 4      | + 1:00,802  | 18    | 1:17,672 (56.)   |
| 15   | Nicholas Latifi  | Williams-Mercedes            | 63     | 4      | + 1 Runde   | 19    | 1:18,579 (43.)   |
| 16   | Zhou Guanyu      | Alfa Romeo-Ferrari           | 63     | 2      | + 1 Runde   | 20    | 1:18,200 (52.)   |
| 17   | Yuki Tsunoda     | AlphaTauri-RBPT              | 63     | 3      | + 1 Runde   | 11    | 1:15,334 (61.)   |
| –    | Alexander Albon  | Williams-Mercedes            | 48     | 3      | DNF         | 16    | 1:18,023 (40.)   |
| –    | Mick Schumacher  | Haas-Ferrari                 | 24     | 2      | DNF         | 15    | 1:24,778 (24.)   |
| –    | Kevin Magnussen  | Haas-Ferrari                 | 19     | 0      | DNF         | 13    | 1:33,754 (18.)   |

Anmerkungen
1. ↑  Ocon erhielt nachträglich eine Zeitstrafe von fünf Sekunden für das Verursachen eines Unfalls.
2. ↑  Albon erhielt nachträglich eine Zeitstrafe von fünf Sekunden für das Verlassen der Strecke, das einen unfairen Vorteil schaffte.

## WM-Stände nach dem Rennen
Die ersten zehn des Rennens bekamen 25, 18, 15, 12, 10, 8, 6, 4, 2 bzw. 1 Punkt(e). Zusätzlich gab es einen Punkt für die schnellste Rennrunde, da der Fahrer unter den ersten Zehn landete.

### Fahrerwertung
| Pos. | Fahrer           | Konstrukteur         | Punkte |
| ---- | ---------------- | -------------------- | ------ |
| 01   | Max Verstappen   | Red Bull Racing-RBPT | 125    |
| 02   | Charles Leclerc  | Ferrari              | 116    |
| 03   | Sergio Pérez     | Red Bull Racing-RBPT | 110    |
| 04   | George Russell   | Mercedes             | 84     |
| 05   | Carlos Sainz jr. | Ferrari              | 83     |
| 06   | Lewis Hamilton   | Mercedes             | 50     |
| 07   | Lando Norris     | McLaren-Mercedes     | 48     |
| 08   | Valtteri Bottas  | Alfa Romeo-Ferrari   | 40     |
| 09   | Esteban Ocon     | Alpine-Renault       | 30     |
| 10   | Kevin Magnussen  | Haas-Ferrari         | 15     |
| 11   | Daniel Ricciardo | McLaren-Mercedes     | 11     |

| Pos. | Fahrer           | Konstrukteur                 | Punkte |
| ---- | ---------------- | ---------------------------- | ------ |
| 12   | Yuki Tsunoda     | AlphaTauri-RBPT              | 11     |
| 13   | Fernando Alonso  | Alpine-Renault               | 10     |
| 14   | Pierre Gasly     | AlphaTauri-RBPT              | 6      |
| 15   | Sebastian Vettel | Aston Martin Aramco-Mercedes | 5      |
| 16   | Alexander Albon  | Williams-Mercedes            | 3      |
| 17   | Lance Stroll     | Aston Martin Aramco-Mercedes | 2      |
| 18   | Zhou Guanyu      | Alfa Romeo-Ferrari           | 1      |
| 19   | Mick Schumacher  | Haas-Ferrari                 | 0      |
| 20   | Nico Hülkenberg  | Aston Martin Aramco-Mercedes | 0      |
| 21   | Nicholas Latifi  | Williams-Mercedes            | 0      |

### Konstrukteurswertung
| Pos. | Konstrukteur         | Punkte |
| ---- | -------------------- | ------ |
| 1    | Red Bull Racing-RBPT | 235    |
| 2    | Ferrari              | 199    |
| 3    | Mercedes             | 134    |
| 4    | McLaren-Mercedes     | 59     |
| 5    | Alfa Romeo-Ferrari   | 41     |

| Pos. | Konstrukteur                 | Punkte |
| ---- | ---------------------------- | ------ |
| 06   | Alpine-Renault               | 40     |
| 07   | AlphaTauri-RBPT              | 17     |
| 08   | Haas-Ferrari                 | 15     |
| 09   | Aston Martin Aramco-Mercedes | 7      |
| 10   | Williams-Mercedes            | 3      |